# Gabriele Hiller-Ohm

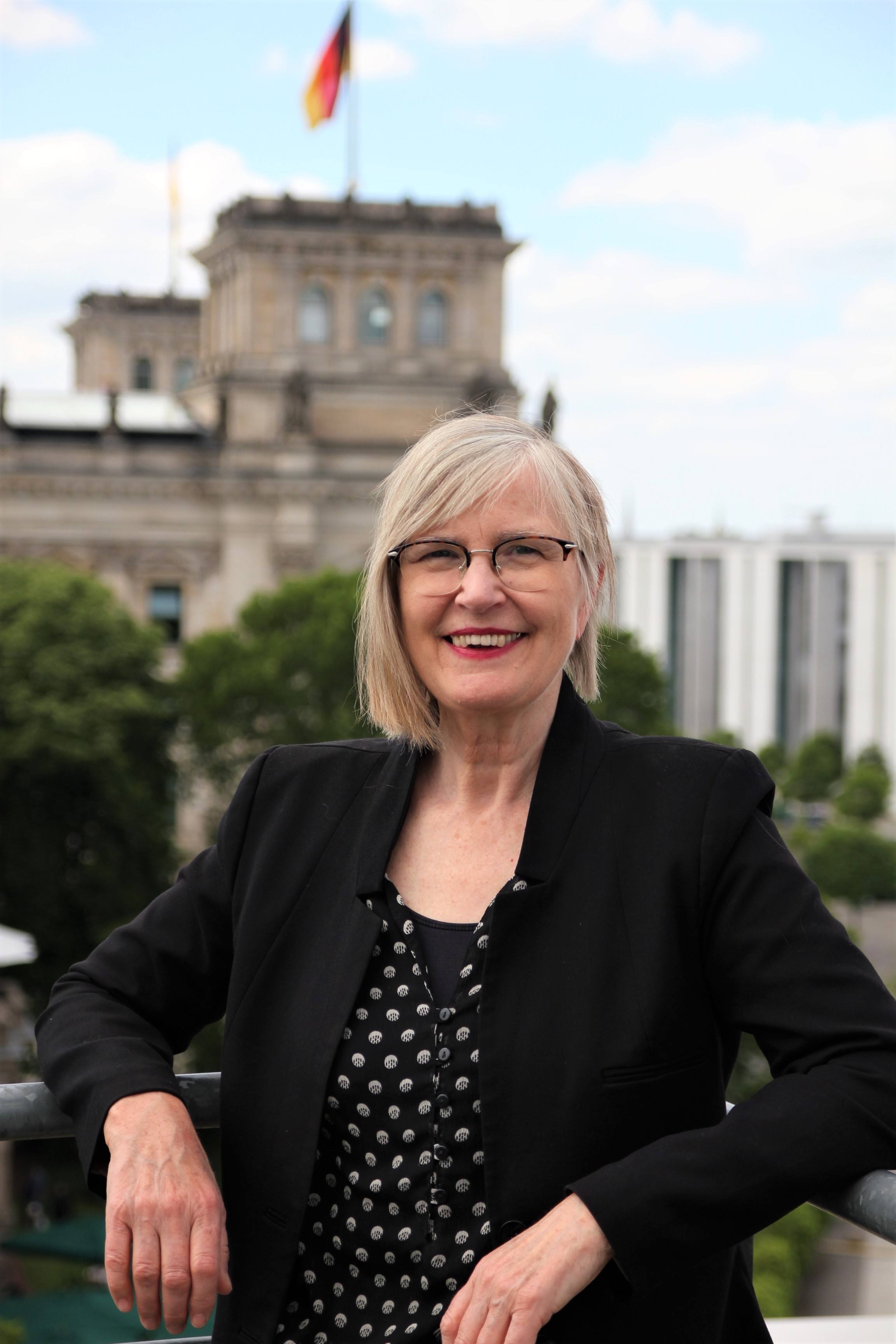
Gabriele Hiller-Ohm (2020)

Gabriele Hiller-Ohm, geborene Ohm (* 28. Februar 1953 in Lübeck), ist eine deutsche Politikerin (SPD) und Redakteurin. Sie war von 2002 bis 2021 Mitglied des Deutschen Bundestages. 

## Leben und Beruf
Nach dem Abitur studierte Gabriele Hiller-Ohm zunächst Germanistik, Geschichte und Pädagogik an der Universität Hamburg. Anschließend begann sie eine Ausbildung zur Elektroinstallateurin, die sie aufgrund der Insolvenz des Lehrbetriebes abbrechen musste. Sie war ab 1982 als Redakteurin tätig und wechselte im Jahr 1987 als Referentin für Presse- und Öffentlichkeitsarbeit an die Fachhochschule Lübeck. 1997 übernahm sie die Leitung des Büros für die Teilnahme der Fachhochschule Lübeck am europäischen Berufsbildungs- und Mobilitätsprogramm „Leonardo Da Vinci“.
Hiller-Ohm ist geschieden und hat zwei Kinder.

## Partei
Gabriele Hiller-Ohm ist seit 1983 Mitglied der SPD. In den Jahren 2008 bis 2014 war sie stellvertretende Vorsitzende des SPD-Kreisverbands Lübeck. Seit 2013 ist sie Vorsitzende der Lübecker Arbeitsgemeinschaft sozialdemokratischer Frauen (ASF). Gabriele Hiller-Ohm gehört dem linken Flügel der SPD an. Innerhalb der SPD-Bundestagsfraktion war sie Mitglied der Parlamentarischen Linken.

## Abgeordnete
Gabriele Hiller-Ohm gehörte in den Jahren 1990 bis 2002 der Bürgerschaft der Hansestadt Lübeck an und war von 1999 bis 2002 Vorsitzende der SPD-Fraktion.
Ab 2002 war sie Mitglied des Deutschen Bundestages. Sie war ordentliches Mitglied im Ausschuss für Arbeit und Soziales sowie im Ausschuss für Tourismus. Im 18. Bundestag war sie stellvertretendes Mitglied im Ausschuss für Ernährung und Landwirtschaft. Im 19. Deutschen Bundestag war Hiller-Ohm Obfrau des Ausschusses für Tourismus und gehörte dem Ausschuss für Arbeit und Soziales sowie dem Ausschuss für Ernährung und Landwirtschaft an. Ab 2014 war Gabriele Hiller-Ohm Vorsitzende der Arbeitsgruppe Tourismus und damit tourismuspolitische Sprecherin der SPD-Bundestagsfraktion. Ab 2005 war sie stellvertretende Sprecherin der Landesgruppe Schleswig-Holstein in der SPD-Bundestagsfraktion.
Gabriele Hiller-Ohm zog von 2002 bis 2013 als direkt gewählte Abgeordnete des Wahlkreises Lübeck in den Bundestag ein. Bei ihrer ersten Bundestagswahl 2002 erhielt sie 50,8 Prozent der Erststimmen. Bei der Bundestagswahl 2005 erreichte sie 49,7 Prozent der Erststimmen. Bei der Bundestagswahl 2009 erhielt sie erneut das Direktmandat mit 36,7 Prozent der Erststimmen. Bei der Bundestagswahl 2013 kam sie auf 40,7 Prozent der Erststimmen.
Bei der Bundestagswahl 2017 trat sie erneut an, unterlag in der Kandidatur um das Direktmandat aber der CDU-Kandidatin Claudia Schmidtke. Über die Landesliste zog sie erneut in den Bundestag ein.
Hiller-Ohm beteiligte sich an dem Projekt „Gläserne Abgeordnete“ und veröffentlichte regelmäßig ihre Einkünfte und Termine.
Zur Bundestagswahl 2021 trat sie nicht erneut an. Im Wahlkreis Lübeck trat für die SPD Tim Klüssendorf an und wurde gewählt.

## Politische Positionen
Gabriele Hiller-Ohm ist entschiedene Gegnerin von Kampfeinsätzen der Bundeswehr. In namentlichen Abstimmungen stimmte sie wiederholt gegen die Mehrheit ihrer Fraktion. Humanitären Einsätzen dagegen stimmte sie zu.
Hiller-Ohm hat sich lange für die Einführung des gesetzlichen Mindestlohns und für die abschlagfreie Rente ab 63 nach 45 Beitragsjahren eingesetzt. Als zuständige Berichterstatterin der SPD-Bundestagsfraktion setzte sie sich außerdem für die Frauenquote in Aufsichtsräten sowie für das Lohngerechtigkeitsgesetz ein.